# William Asker
William Asker, född 16 maj 2004, är en svensk friidrottare med specialisering på stavhopp. Han tävlar för Örgryte IS och har tidigare tävlat för IF Kville. Han vann SM-guld i stavhopp både utomhus och inomhus år 2023.

## Karriär
I februari 2023 höjde Asker sitt personbästa med 15 centimeter till 5,25 meter och tog guld vid inomhus-SM i Malmö.

## Personliga rekord
| Utomhus - Stavhopp – 5,50 (Göteborg, Sverige 7 Juli 2024) | Inomhus - 60 meter – 7,20 (Göteborg, Sverige 14 januari 2023) - Höjdhopp – 1,84 (Göteborg, Sverige 27 februari 2021) - Stavhopp – 5,37 (Karlstad, Sverige 17 februari 2024) |